# Edmund H. North
Edmund H. North (* 12. März 1911 in New York City, New York; † 28. August 1990 in Santa Monica, Kalifornien) war ein US-amerikanischer Drehbuchautor, der 1971 mit Francis Ford Coppola für den Kriegsfilm Patton – Rebell in Uniform den Oscar für das beste Originaldrehbuch erhielt.

## Leben
North war der Sohn der Vaudeville-Schauspieler Robert „Bobby“ North (1884–1976) und Stella Maury. Er begann in den 1930er-Jahren als Drehbuchautor und Verfasser von Handlungsvorlagen bei Filmproduktionen und wirkte 1934 als Autor bei den romantischen Musikkomödien Das leuchtende Ziel von Victor Schertzinger erstmals bei der Erstellung eines Films mit. In den folgenden Jahrzehnten arbeitete der Absolvent der Stanford University in einer Vielzahl von Filmgenres, während er nebenbei auch Bühnenstücke verfasste.
Bekannte Filme mit von North verfassten Drehbüchern und Vorlagen sind Die Straße der Erfolgreichen (1949) von Michael Curtiz, Ein einsamer Ort (1950) von Nicholas Ray, Der Tag, an dem die Erde stillstand (1951) von Robert Wise sowie die Kriegsfilme Die letzte Fahrt der Bismarck (1960) und Rebellion (1962), jeweils von Lewis Gilbert. 1967 erhielt North für seine Verdienste den Valentine Davies Award der Writers Guild of America. Er erhielt darüber hinaus 1975 den Morgan Cox Award der Writers Guild. 
Zusammen mit Francis Ford Coppola erhielt er 1971 nicht nur den Oscar für das beste Originaldrehbuch für Patton – Rebell in Uniform (1970) von Franklin J. Schaffner, sondern auch den Preis der Writers Guild of America (WGA Award) für das beste Filmdrehbuch. Gegen Ende seiner Karriere verfasste er das Drehbuch für den Science-Fiction-Film Meteor (1979) von Ronald Neame. 
North war mit der Drehbuchautorin Eleanor Hall verheiratet und hatte mit ihr die gemeinsamen Kinder Susie North und Bobbie North, die 2008 in einem Dokumentarfilm über ihren Vater zur Neuverfilmung von Der Tag, an dem die Erde stillstand (2008) mitwirkten.

## Filmografie (Auswahl)
- 1934: Das leuchtende Ziel (One Night of Love)
- 1935: All the King’s Horses
- 1935: I Dream Too Much
- 1937: Tanz mit mir (Shall We Dance)
- 1949: Die Straße der Erfolgreichen (Flamingo Road)
- 1949: Vogelfrei (Colorado Territory)
- 1950: Der Mann ihrer Träume (Young Man with a Horn)
- 1950: Ein einsamer Ort (In a Lonely Place)
- 1951: Bis zum letzten Atemzug (Only The Valiant)
- 1951: Der Tag, an dem die Erde stillstand (The Day the Earth Stood Still)
- 1952: Die Frau des Banditen (The Outcasts of Poker Flat)
- 1954: Destry räumt auf (Destry)
- 1955: Am fernen Horizont (The Far Horizons)
- 1956: Die Furchtlosen (The Proud Ones)
- 1958: Cowboy
- 1958: Immer Ärger mit den Frauen (The Lady Takes a Flyer)
- 1960: Die letzte Fahrt der Bismarck (Sink the Bismarck!)
- 1961: Das wilde Land (The Fiercest Heart)
- 1962: Rebellion (H.M.S. Defiant)
- 1970: Patton – Rebell in Uniform (Patton)
- 1972: Fireball Forward (Fernsehfilm)
- 1979: Meteor